# Sternotherus
Sternotherus es un género de tortugas acuáticas de la familia Kinosternidae de América del Norte. Son reptiles carnívoros, consumen invertebrados acuáticos, peces y carroña.

## Distribución
Las especies de este género se distribuye en la parte oriental de Norteamérica, ocupando la mayor parte del Este de los Estados Unidos y el extremo Sureste de Canadá (Sur de Ontario y Quebec).
Edward O. Moll y Kenneth L. Williams (1963) reportaron la presencia de una pequeña población de Sternotherus odoratus en la localidad de El Sauz, Estado de Chihuahua (México). Estos investigadores tomaron como base un ejemplar colectado por el Dr. Seth Eugene Meek en 1903 y depositado en la Colección de Herpetología del Museo de Historia Natural de Chicago, conocido actualmente como el Museo Field de Historia Natural. Dichos investigadores han propuesto que esta población pudo originarse de una dispersión por el río Conchos, siguiendo por el río Chuviscar, hasta llegar a los pequeños arroyos intermitentes que se originan en el área. Esta localidad pudiese ser un relicto de un periodo mucho más húmedo, anterior a la expansión del riego extensivo, cuando los arroyos temporales de la región eran más extensos y casi permanentes. Sin embargo, no parece haber transcurrido el tiempo suficiente para que se de diferenciación evidente en esta población, ya que el ejemplar analizado no presenta diferencias significativas con otros procedentes del este de los Estados Unidos. Desafortunadamente, todas las expediciones posteriores no han encontrado evidencia de dicha especie en el área, por lo que actualmente se considera una especie extinta en territorio mexicano. Se tiene registro que la cuenca ha dejado de tener cuerpos de agua permanente desde el año de 1947, coincidiendo con el inicio de la expansión agrícola en la región, lo cual pudo desencadenar su extinción. Si bien se ha puesto en duda la procedencia del espécimen colectado por Meek, el hecho de que este zoólogo acostumbrase etiquetar en campo hace menos probable que estemos ante un ejemplar con una localidad mal registrada.

## Descripción
Las Sternotherus son pequeñas tortugas: miden entre 10 y 18 centímetros. En el plastrón hay articulaciones que permiten que se cierre por completo la cubierta y proteger así la cabeza, las extremidades y la cola. En general, el caparazón es liso y oscuro. Sus pies son palmados. Son capaces de secretar sustancias pudientes en caso de peligro.

## Especies
- Sternotherus carinatus (Gray, 1855)  - Tortuga almizclera de quilla.
- Sternotherus depressus (Tinkle & Webb, 1955) - Tortuga almizclera plana.
- Sternotherus intermedius (Scott, Glenn & Rissler, 2018)[10] - Tortuga almizclera intermedia.
- Sternotherus minor (Agassiz, 1857) - Tortuga almizclera cabezona.
- Sternotherus odoratus (Latreille, 1801) - Tortuga almizclera común.
- Sternotherus peltifer (Smith & Glass, 1947)[10] - Tortuga almizclera de cuello rayado.

Especies fósiles
- Sternotherus palaeodorus (Bourque & Schubert, 2015) - Mioceno tardío/Plioceno inferior (Tennessee, USA).[11]
- Sternotherus bonevalleyensis (Bourque & Schubert, 2015) - Mioceno tardío/Plioceno inferior (Florida, USA).[11]

Adicionalmente han sido descritos restos fósiles de este género en el Condado de Alachua (Florida, USA). Dichas piezas representarían los registros de Sternotherus más antiguos encontrados hasta ahora, siendo datados entre 9 y 8.5 millones de años, para la Edad del Tortoniense (Mioceno inferior). Debido a sus características anatómicas y su fechamiento, dichos restos podrían ser piezas clave para entender el proceso evolutivo de este género de quelonios, en especial para comprender el proceso de especiación que dio lugar a Sternotherus odoratus y a S. carinatus, el cual pudo haber ocurrido hace unos 9 Ma. Sin embargo, los únicos fósiles hasta ahora descritos (un hioplastrón izquierdo) se encuentran tan fragmentados que es imposible asignarles una especie.